# Weingut Türk

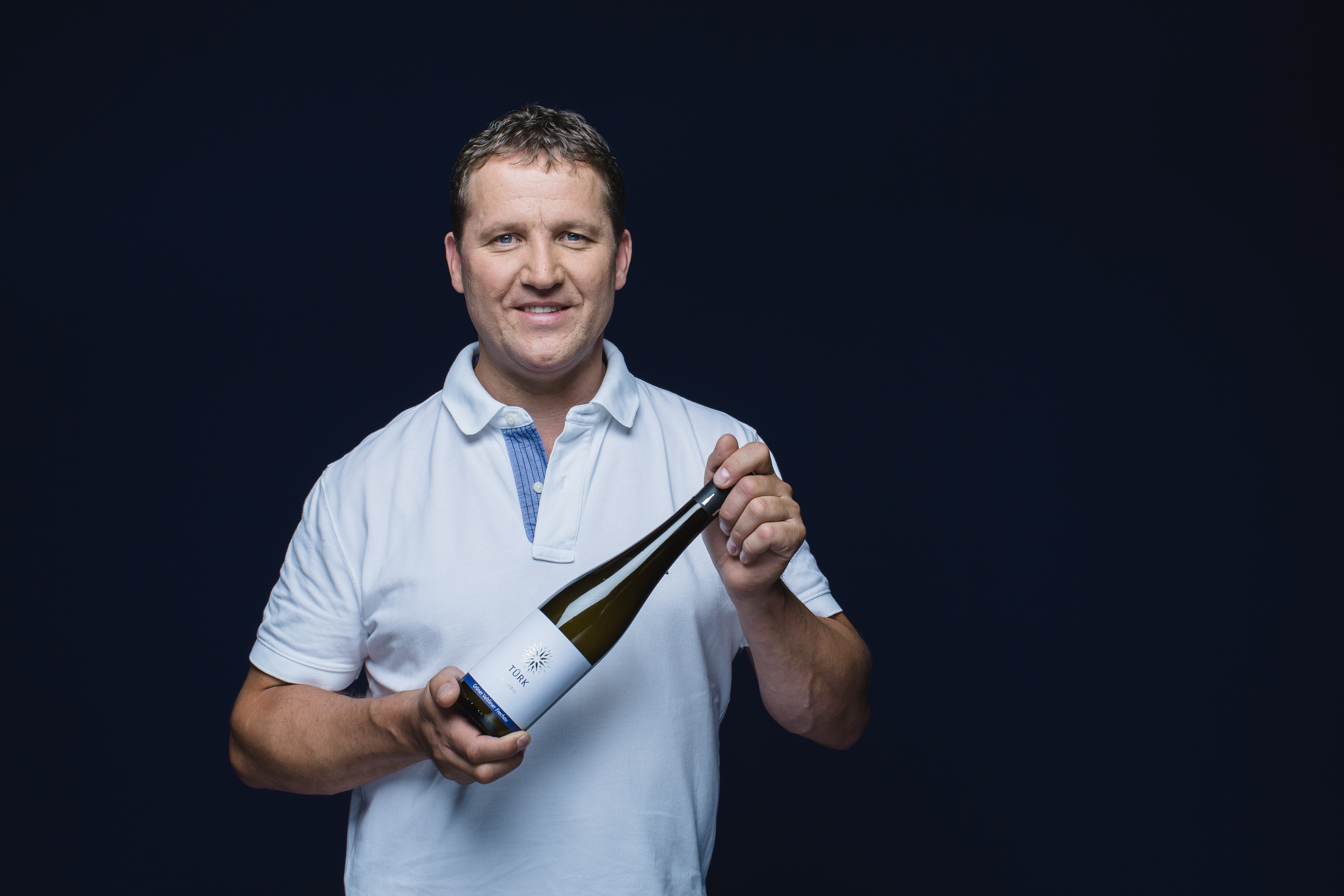
Franz Türk

Das Weingut Türk in Stratzing ist ein österreichisches Weingut im Weinbaugebiet Kremstal in Niederösterreich. Es zählt zu den führenden Grüner-Veltliner-Produzenten Österreichs. Im Jahr 2014 gewann es zum zweiten Mal den Falstaff Grüner Veltliner Grand Prix.

## Weingut
Geleitet wird das Weingut von Franz Türk. Das Weingut ist Mitglied der Vereinigung Österreichische Traditionsweingüter (ÖTW).

## Weine und Rebsorten
Die Rebfläche beträgt 19 Hektar (Stand 2016), wovon 75 % mit Grüner Veltliner bepflanzt sind, das Sortiment wird durch die Sorten Riesling, Chardonnay, Gelber Muskateller und Blauer Zweigelt abgerundet. Die Toplagen des Betriebs sind Kremser Frechau, Kremser Sandgrube, Kremser Thurnerberg und Kremser Wachtberg. 2016 begann Franz Türk  eine Kooperation mit dem Koch Eckart Witzigmann, gemeinsam vinifizierten sie den Grünen Veltliner Edition Witzigmann.